# Anevelde
Anevelde is een buurtschap behorend tot de gemeente Hardenberg in de provincie Overijssel. Het ligt ingesloten tussen de provinciale weg 34 en een bocht in de Vecht ten noordoosten van Hardenberg.
In Anevelde stond de havezate Pothof.

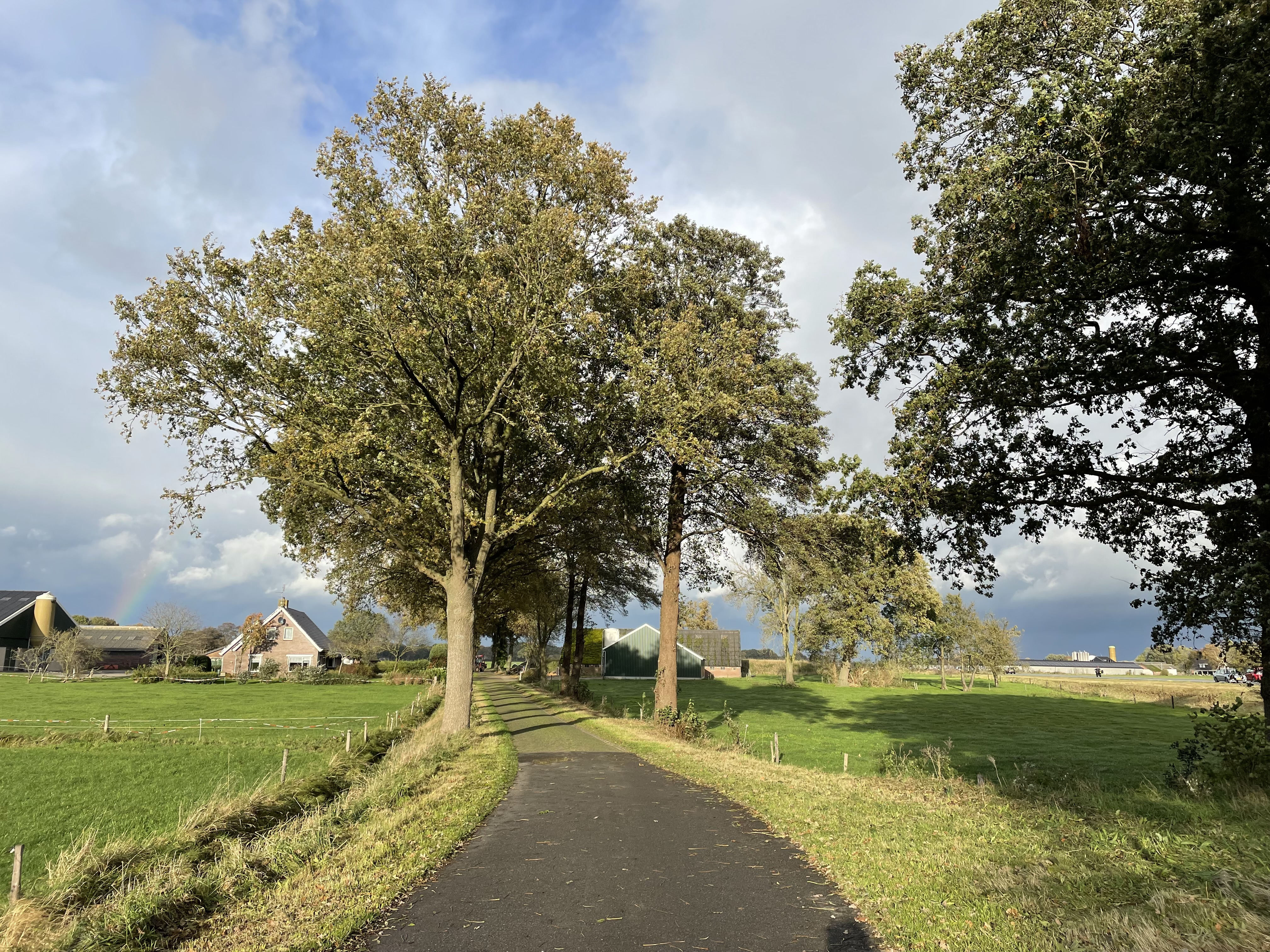
De Pothofweg in Anevelde

Steden: Hardenberg · Gramsbergen      Dorpen: Balkbrug · Bergentheim · Bruchterveld · De Krim · Dedemsvaart · Heemse · Kloosterhaar (deels) · Lutten · Mariënberg · Oud Avereest · Rheeze · Schuinesloot · Sibculo · Slagharen

Buurtschappen: Achterin · Ane · Anerveen · Anevelde · De Belt · Benedenvaart · 't Bergje · Braamberg (deels) · Brucht · Collendoorn · Collendoornerveen · Diffelen · Ebbenbroek · Engeland · Gouden Ploeg · Groot-Oever · De Haandrik · 't Haantje · De Haar · Hanekamp · Hardenbergerveld · Heemserveen · Holtheme · Holthone · Hoogenweg · Den Huizen · Den Kaat · Keiendorp · Loozen · Lutten-Oever · Lutterhartje · De Maat · De Meene · De Mulderij · Noord-Stegeren · Den Oosterhuis · Oud-Bergentheim · Oud-Lutten · De Pol · Radewijk · Rheezerveen · De Schans · Sluis 7 · Sponturfwijk · Strooiendorp · Den Velde · Venebrugge · Den Westerhuis · Westerhuizingerveld (deels) · Witman 

Voormalige gemeenten: Avereest · Gramsbergen · Hardenberg (Stad · Ambt)

Overijssel · Steden en dorpen in Overijssel      Nederland · Provincies · Gemeenten